# 麦地那 (华盛顿州)
麦地那（英文：Medina），是美国华盛顿州金县下属的一座城市。根据 2000年美国人口普查，该市有人口3,011人。根据2010年美国人口普查，该市有人口2,969人。而2011年估计该市有3,029人。